# Gare de Khedara
La gare de Khedara est une gare ferroviaire algérienne située sur le territoire de la commune de Khedara, dans la wilaya de Souk Ahras.

## Situation ferroviaire
La gare est située dans le nord-ouest de la commune de Khedara, sur la ligne de Souk Ahras à la frontière tunisienne. Elle est précédée de la gare de Takouka et suivie de celle de Oued Mougras.

## Service des voyageurs

### Desserte
La gare de Khedara est desservie par les trains régionaux de la liaison Souk Ahras - Sidi El Hemissi.